# Монахова, Валентина Васильевна
Монахова Валентина Васильевна (23 августа 1932, Ленинград, СССР — 2017) — советский художник, живописец, график, педагог, член Санкт-Петербургского Союза художников (до 1992 года — Ленинградской организации Союза художников РСФСР).

## Биография
Монахова Валентина Васильевна родилась 23 августа 1932 года в Ленинграде.
В 1952 году Валентина Монахова была принята на первый курс факультета живописи Ленинградского института живописи, скульптуры и архитектуры имени И. Е. Репина. Занималась у Леонида Худякова, Василия Соколова, Валерия Пименова, Александра Зайцева.
В 1958 году Валентина Монахова окончила институт по мастерской Бориса Иогансона вместе с Юрием Хухровым, Александром Столбовым, Вячеславом Овчинниковым, Ярославом Серовым, Кириллом Гущиным и другими молодыми художниками. Её дипломной работой стала жанровая картина «Узбекская семья», написанная по материалам поездок в Среднюю Азию.
Валентина Монахова участвует в выставках с 1959 года. Пишет пейзажи, портреты, натюрморты, жанровые композиции. Работает в технике акварели, масляной и темперной живописи. Её персональная выставка состоялась в Ленинграде в 1985 году. В 1960-е создала несколько картин-портретов, посвящённых конькобежцам, гимнастам, легкоатлетам.
С конца 1950-х годов Валентина Монахова совмещала творческую деятельность с педагогической работой. Преподавала в республиканском художественном училище в Душанбе (1958—1960), в ленинградском художественно-промышленном техникуме (1961—1978) и в Средней художественной школе (ныне Художественный лицей имени Б. В. Иогансона) (1978—2007).
Валентина Монахова — член Санкт-Петербургского Союза художников (до 1992 года — Ленинградской организации Союза художников РСФСР) с 1961 года.
Произведения В. В. Монаховой находятся в музеях и частных собраниях в России, США, Великобритании, Таджикистане, Германии, Франции и других странах.

## Выставки
- 1958 год (Москва): Всесоюзная художественная выставка "40 лет ВЛКСМ".
- 1958 год (Москва): Всесоюзная выставка дипломных работ студентов художественных вузов СССР выпуска 1957 и 1958 годов.
- 1965 год (Ленинград): Весенняя выставка произведений ленинградских художников.
- 1973 год (Ленинград): Наш современник. Третья выставка произведений ленинградских художников.
- 1994 год (Петербург): Ленинградские художники. Живопись 1950—1980-х годов.
- 1994 год (Петербург): Этюд в творчестве ленинградских художников 1940—1980-х годов.
- 1995 года (Петербург): Лирика в произведениях художников военного поколения. Живопись. Графика.
- 1996 год (Петербург): Живопись 1940—1990-х годов. Ленинградская школа.